# Euphrasia peduncularis
Euphrasia peduncularis är en snyltrotsväxtart som beskrevs av Juzepczuk. Euphrasia peduncularis ingår i släktet ögontröster, och familjen snyltrotsväxter. Inga underarter finns listade i Catalogue of Life.